# アルマン・デュフレノア
アルマン・デュフレノア（Ours-Pierre-Armand Petit-Dufrénoy, 1792年9月5日 - 1857年3月20日） は、フランスの地質学者、鉱物学者である。

## 生涯
セーヌ＝エ＝トワーズ県（Seine-et-Oise）の Sevran に生まれた。エコール・ポリテクニークで学び、パリ国立高等鉱業学校の Corps of Mines 課程に進んだ。パリ国立高等鉱業学校で働き、国立土木学校の鉱物学の教授も務めた。
1823年からの13年間の地質調査の結果をもとに、1841年にジャン＝バティスト・エリー・ド・ボーモンと共著でフランスの地質図を出版した。エリー・ド・ボーモンとは Métallurgique en Angleterre（1827年）や Mémoires pour servir a une description géologique de la France（1830年 - 1838年）と Mémoire on Calltal and Mont-Dore（1833年）も共同執筆している。
その他に鉄鉱山や鉱物に関する著書がある。1843年にロンドン地質学会からウォラストン・メダルを受賞した。